# Mónaco en los Juegos Olímpicos de Berlín 1936
Mónaco estuvo representado en los Juegos Olímpicos de Berlín 1936 por ocho deportistas masculinos que compitieron en dos deportes.
El equipo olímpico monegasco no obtuvo ninguna medalla en estos Juegos.